# 国道二号線
国道二号線（こくどうにごうせん）は、ガガガSPの4thシングル。2002年8月26日発売。

## リリースまで
当初は、2002年7月26日発売予定だったが、2002年6月、カップリング曲『梅男』の歌詞の関係で発売禁止となった。だが、ファンからの要望により、同年8月26日にインディーズから発売することとなった。

## 解説＆収録曲
1. 国道二号線
  - その後、アルバム「オラぁいちぬけた」や「ガガガSPベストアルバム」、「俺様天才偉業集」にも収録された。
  - この曲がガガガSPの音楽性を広げるターニングポイントとなった曲と前田は言っている。
  - 前田は歌詞作りに悪戦苦闘し、三日三晩ほとんど寝ないで言葉探しした。
2. 梅男
3. 青春街道一直線
  - もともとは、この曲をシングルのA面としてリリースしたかったがソニー事務所などの人たちと相談を重ねた上、「国道二号線」がA面となった。知る人ぞ知る曲になってしまったことを前田は残念がっている。
  - 「この与えてもらった人生、こう思って生きていくんだ」と自分で自分の背中を押した曲に感じると前田は言っている。
  - この曲は2003年3月発売のアルバム「オラぁいちぬけた」の「冬色」の後のシークレットトラックにも収録されている。このとき、歌っているのはガガガSP・山本聡と山本ゆうすけ。
  - その後、アルバム「俺様天才偉業集」にも収録された。